# ستايسي هوليوود
ستايسي هوليوود (بالإنجليزية: Stacey Hollywood)‏ هي ممثلة أمريكية، ولدت في 3 يوليو 1968 بكارولاينا الشمالية في الولايات المتحدة.

## وصلات خارجية
- ستايسي هوليوود على موقع IMDb (الإنجليزية)
- ستايسي هوليوود على موقع أول ميوزيك (الإنجليزية)